# John Martin Fischer
John Martin Fischer (ur. 26 grudnia 1952) – profesor filozofii na University of California, Riverside oraz jeden z wiodących filozofów we współczesnej filozofii wolnej woli i odpowiedzialności moralnej.